# Bejaria
Bejaria é um género botânico pertencente à família Ericaceae.

## Espécies
- Bejaria aestuans
- Bejaria cubensis
- Bejaria imthurnii
- Bejaria infundibula
- Bejaria ledifolia
- Bejaria mathewsii
- Bejaria nana
- Bejaria neblinensis
- Bejaria racemosa
- Bejaria resinos
- Bejaria sprucei
- Bejaria steyermarkii
- Bejaria subsessilis
- Bejaria tachirensis
- Bejaria zamorae